# Jacques Amans
Jacques Guillaume Lucien Amans (n. 29 mai 1801, Maastricht, Prima Republică Franceză – d. 10 ianuarie 1888, Lévy-Saint-Nom⁠(d), Seine-et-Oise, Franța) a fost un pictor portretist neoclasic francez care a lucrat la New Orleans în anii 1840 și 1850.
Amans s-a născut în Maastricht, un oraș francez la acea vreme. Tatăl său, Paul Serge Amans, s-a născut la Narbonne în 1765, a fost un ofițer francez (Capitaine-Adjudant de place de 1ère classe à Maastricht) al lui Napoléon. A fost instruit în tradiția neoclasică franceză a portretului și a expus la Salonul de la Paris între 1831 și 1837. Vestea despre norocul colegului artist Jean Joseph Vaudechamp⁠(d) de a găsi patroni l-a determinat probabil pe Amans să viziteze Louisiana, având în vedere că cei doi artiști au călătorit cu aceeași navă din Franța la New Orleans în jurul anului 1837. După plecarea lui Vaudechamp din Louisiana în 1839, Amans și-a asumat rolul de cel mai celebru portretist din Louisiana. La mijlocul anilor 1840 s-a căsătorit cu Azoline Landreaux, fiica plantatorului de zahăr al parohiei St. Charles Pierre Honoré Landreaux și Joséphine Armant și a cumpărat Trinity Plantation din Bayou Lafourche⁠(d). În 1856, plantatorul din Louisiana, Robert Ruffin Barrow Sr., l-a convins pe Amans să rămână în Louisiana mai mult timp, pentru a picta un portret în mărime naturală al soției sale, Volumnia Washington Hunley Barrow, sora căpitanului de submarin confederat Horace Hunley⁠(d) și fiicei lor, Volumnia Roberta. Portretul este acum expus în Residence Plantation House⁠(d) din Volumnia Farm din Terrebonne Parish, Louisiana. În același an, în 1856, Amans și Azoline s-au întors în Franța, unde a murit în 1888 la Château de Lévis Saint Nom, la vârsta de 77 de ani, fără a mai reveni vreodată în Louisiana.

## Opera
Clara Mazureau, al cărei portret l-a pictat Amans când era tânără, era fiica lui Aimée Grima și a lui Étienne Mazureau⁠(d), procurorul general al Louisianei. Amans a finalizat portretele mai multor membri ai familiilor Grima și Mazureau în anii 1840. Ca și în portretul Clarei Mazureau, Amans a favorizat ipostaza pe trei sferturi.
Influențat de artiștii francezi neoclasici Jean Auguste Dominique Ingres și Jacques-Louis David, Amans a subliniat desenarea meticuloasă și realismul, acordând o atenție deosebită feței și mâinilor modelului.

## Subiecte celebre
Printre cei mai faimoși subiecti ai lui Amans a fost președintele Andrew Jackson, care a pozat pentru portretul său în 1840 (a 25-a aniversare a bătăliei de la New Orleans). Pictura este bogată în detalii atât despre fizionomie, cât și despre împrejurimi și prezintă un fost președinte în vârstă, deși nu fragil.

## Galerie

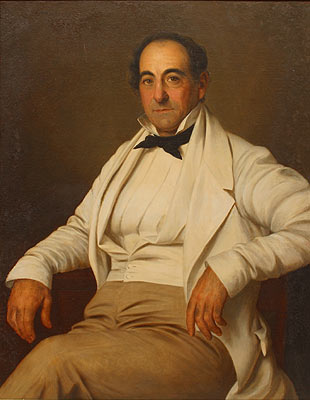
Portretul lui Michel Douradou Bringier (1843)
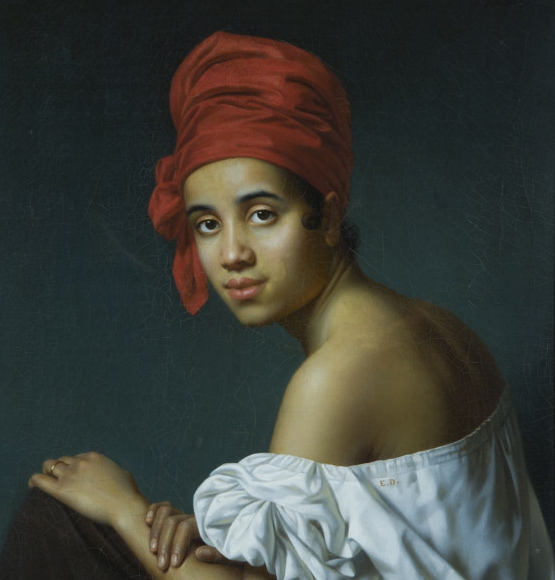
Portretul unei femei creole purtând un Tignon⁠(d) roșu (c.1840)
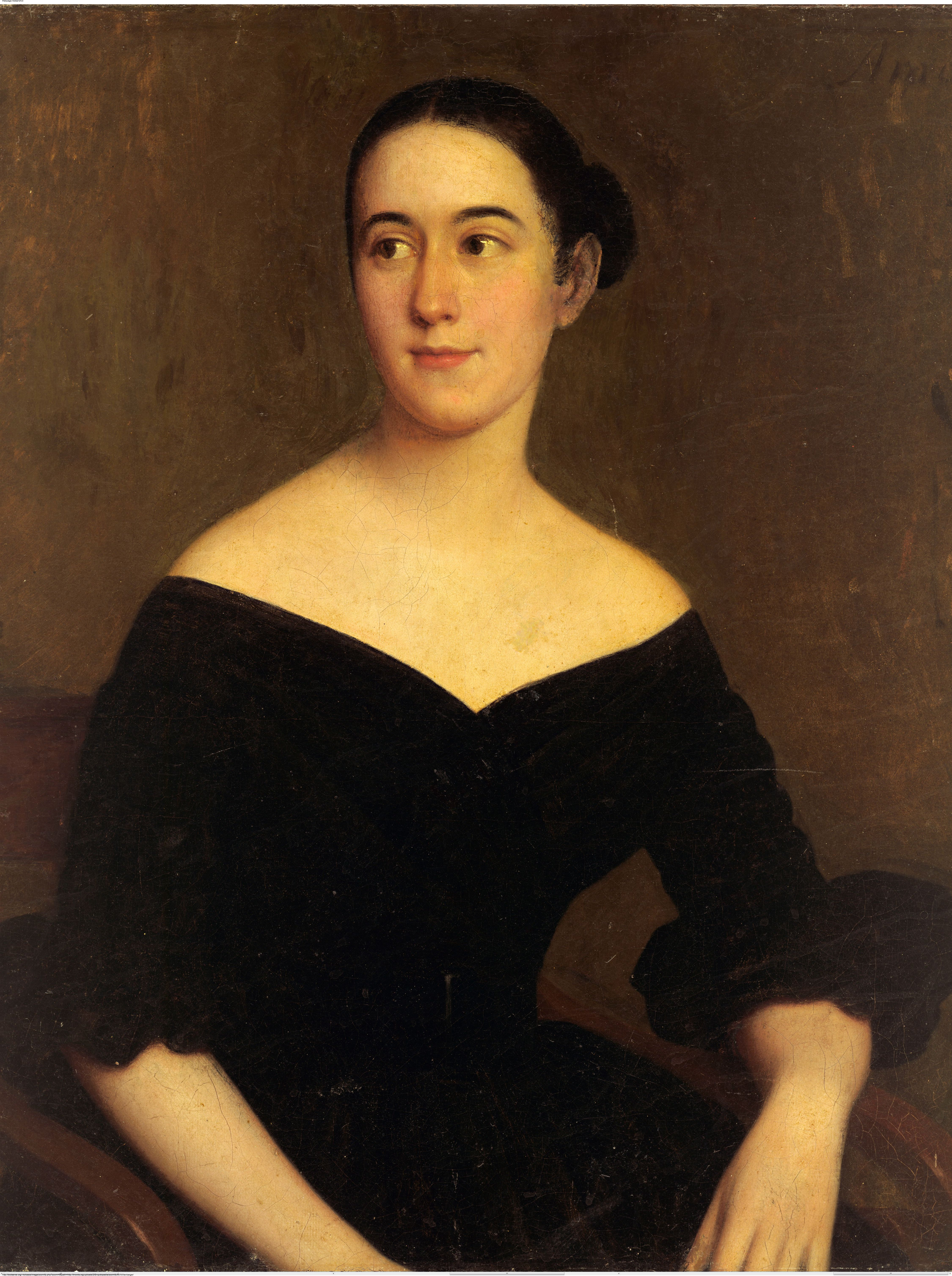
Portretul doameni Gustave Miltenberger (născută Corinne Knott) (1840)
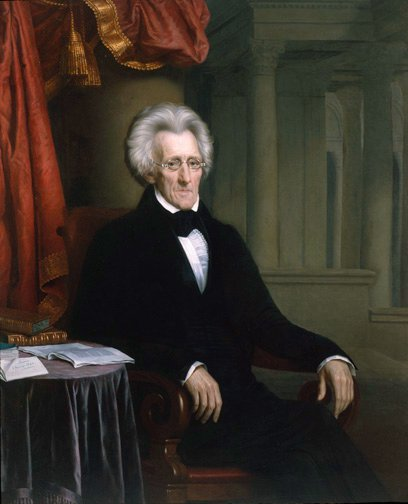
Portretul lui Andrew Jackson (1840)
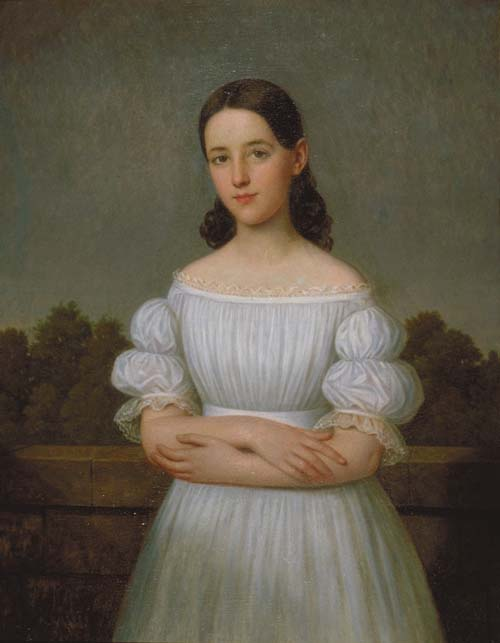
Portretul Clarei Mazureau (1838)
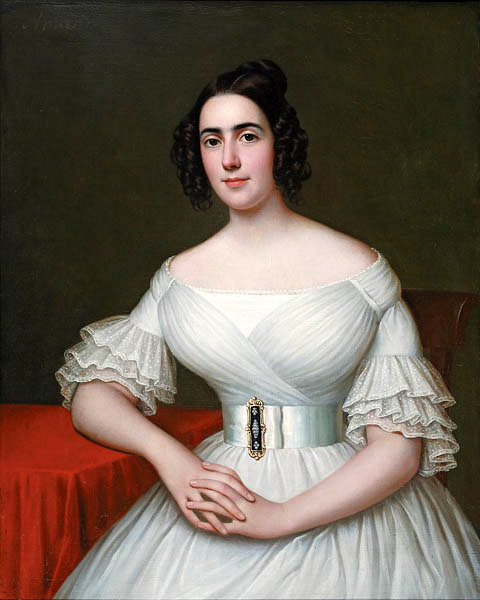
Portretul domnișoarei Augustine Massicot Tanneret (1835)
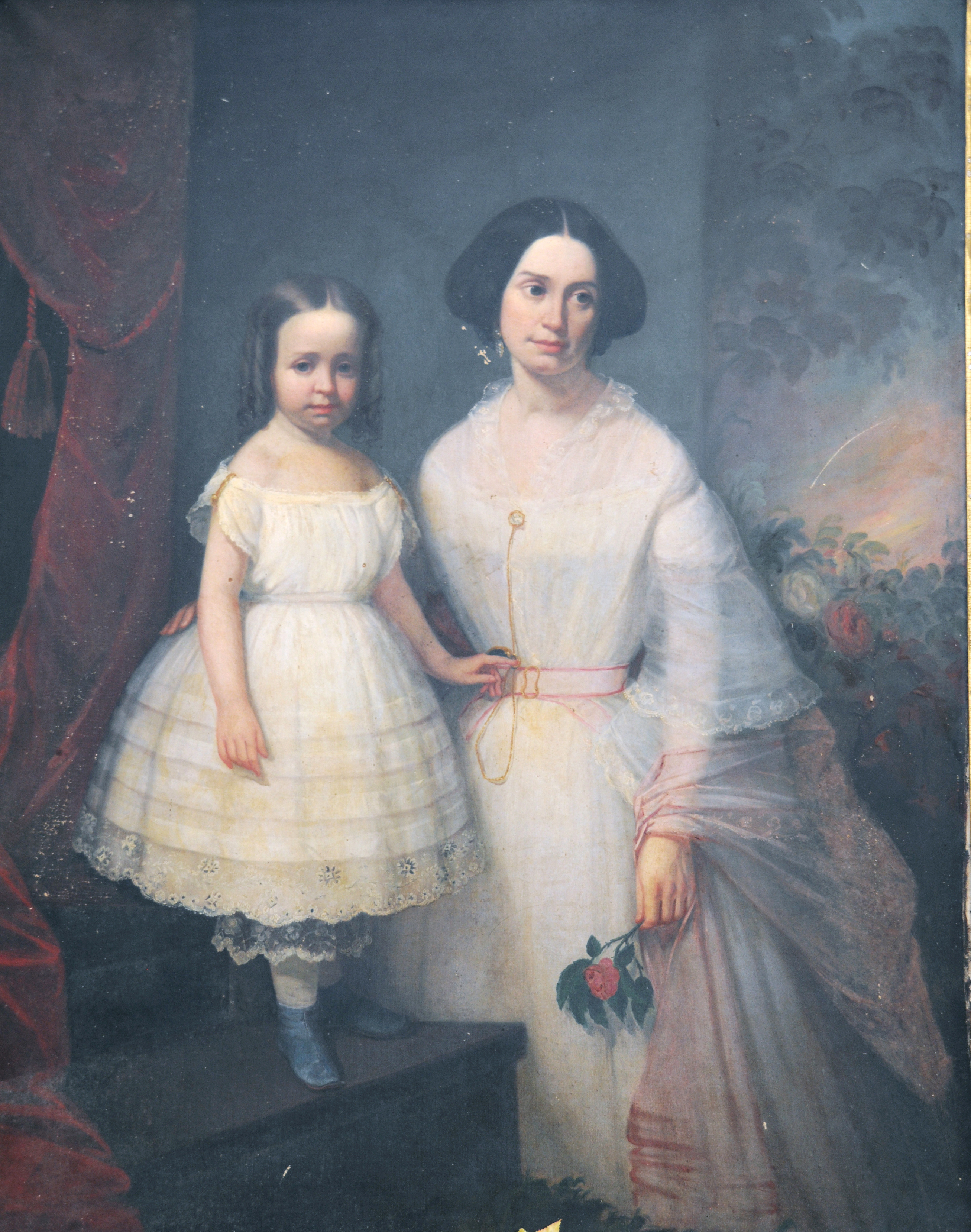
Portretul Volumniei Washington Hunley Barrow (1856), Volumnia Farm, Houma, LA
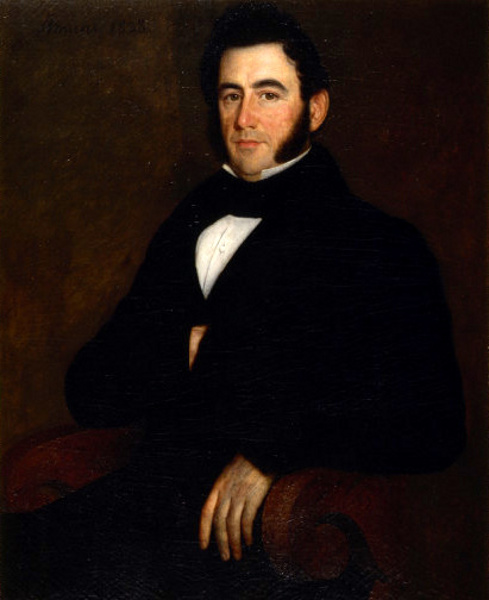